# BNP Paribas Open 2016
BNP Paribas Open 2016 — ежегодный профессиональный теннисный турнир, в 41-й раз проводившийся в небольшом калифорнийском городке Индиан-Уэллс на открытых хардовых кортах. Мужской турнир имеет категорию ATP Masters 1000, а женский — WTA Premier Mandatory.
Соревнование открывает мини-серию из двух турниров, основная сетка которых играется более 1 недели (следом намечен турнир в Майами).
Соревнования были проведены на кортах Indian Wells Tennis Garden — с 7 по 20 марта 2016 года.
Прошлогодние победители:
- мужчины одиночки —  Новак Джокович.
- женщины одиночки —  Симона Халеп.
- мужчины пары —  Вашек Поспишил /  Джек Сок.
- женщины пары —  Саня Мирза /  Мартина Хингис.

## Общая информация
Мужской одиночный турнир собрал восемь представителей Top10 мирового рейтинга. На турнир не смогли приехать прошлогодний финалист и третья ракетка мира Роджер Федерер из-за восстановления после операции на левом колене и восьмая ракетка мира Давид Феррер из-за усталости.
Первым номером посева стал лидер классификации и чемпион двух последних розыгрышей Новак Джокович, а вторым Энди Маррей. Британский теннисист неожиданно проиграл в третьем раунде Федерико Дельбонису. Из нижней части сетки в финал прошёл Милош Раонич, который был посеян под № 12. Джокович в качестве фаворита также вышел в финал и разгромил в нём канадского теннисиста. Для Новака этот успех стал пятым на турнире (до этого он выигрывал в 2008, 2011 и 2014-15 годах), по этому показателю он является рекордсменом турнира. В основном турнире приняли участие четыре представителя России, из них дальше всех удалось пройти Андрею Кузнецову, который вышел в третий раунд.
В мужском парном разряде победу отпраздновали Николя Маю и Пьер-Юг Эрбер, которые были посеяны под седьмым номером. В финале им удалось обыграть прошлогодних чемпионов и шестых сеяных на турнире Вашека Поспишила и Джека Сока. Первые номера посева Жан-Жюльен Ройер и Хория Текэу выбыли уже в первом раунде.
В женском одиночном турнире, как и в мужском, выступило восемь теннисисток из первой десятки. Не смогли принять участие в соревнованиях седьмая ракетка мира Мария Шарапова, сославшись на травму предплечья. Однако уже в день старта турнира 7 марта россиянка на своей пресс-кофренции объявила, что её проба на допинг во время проведения Открытого чемпионата Австралии этого года дала положительный результат. В её крови был обнаружен запрещенный c 1 января препарат Милдронат. Помимо Шараповой перед стартом турнира также снялась шестая теннисистка в мире Карла Суарес Наварро, которая сослалась на травму правой лодыжки. Прошлогодняя победительница соревнований Симона Халеп защищала свой титул под пятым номером посева и добралась до четвертьфинала, где проиграла лидеру женского тенниса Серене Уильямс. Американка в итоге смогла дойти до финала, где её соперницей стала Виктория Азаренко (№ 13 посева). Белорусская спортсменка смогла обыграть главного фаворита турнира в двух сетах. Азаренко выигрывает главный трофей Индиан-Уэллса во второй раз в карьере (до этого в 2012 году). В основной сетке турнира приняло участие пять россиянок, лучше всех смогла выступить Дарья Касаткина, которая пробилась в четвертьфинал, где уступила Каролине Плишковой.
Парный приз у женщин достался американскому дуэту Бетани Маттек-Сандс / Коко Вандевеге. Прошлогодние победительницы и первые номера посева Саня Мирза / Мартина Хингис выбыли уже в третьем раунде.

## Соревнования

### Одиночный турнир

#### Мужчины
Новак Джокович обыграл  Милоша Раонича со счётом 6-2, 6-0.
- Джокович выигрывает свой 2-й одиночный титул в сезоне и 62-й за карьеру в основном туре ассоциации.
- Раонич сыграл свой 2-й одиночный финал в сезоне и 17-й за карьеру в основном туре ассоциации.

#### Женщины
Виктория Азаренко обыграла  Серену Уильямс со счётом 6-4, 6-4.
- Азаренко выигрывает свой 2-й одиночный титул в сезоне и 19-й за карьеру в туре ассоциации.
- Уильямс сыграла свой 2-й одиночный финал в сезоне и 88-й за карьеру в туре ассоциации.

### Парный турнир

#### Мужчины
Николя Маю /  Пьер-Юг Эрбер обыграли  Вашека Поспишила /  Джека Сока со счётом 6-3, 7-6(5).
- Маю выигрывает свой 2-й парный титул в сезоне и 12-й за карьеру в основном туре ассоциации.
- Эрбер выигрывает свой 1-й парный титул в сезоне и 4-й за карьеру в основном туре ассоциации.

#### Женщины
Коко Вандевеге /  Бетани Маттек-Сандс обыграли  Юлию Гёргес /  Каролину Плишкову со счётом 4-6, 6-4, [10-6].
- Вандевеге выигрывает свой дебютный парный титул в туре ассоциации.
- Маттек-Сандс выигрывает свой 1-й парный титул в сезоне и 18-й за карьеру в туре ассоциации.